# Pabel-Moewig Verlag

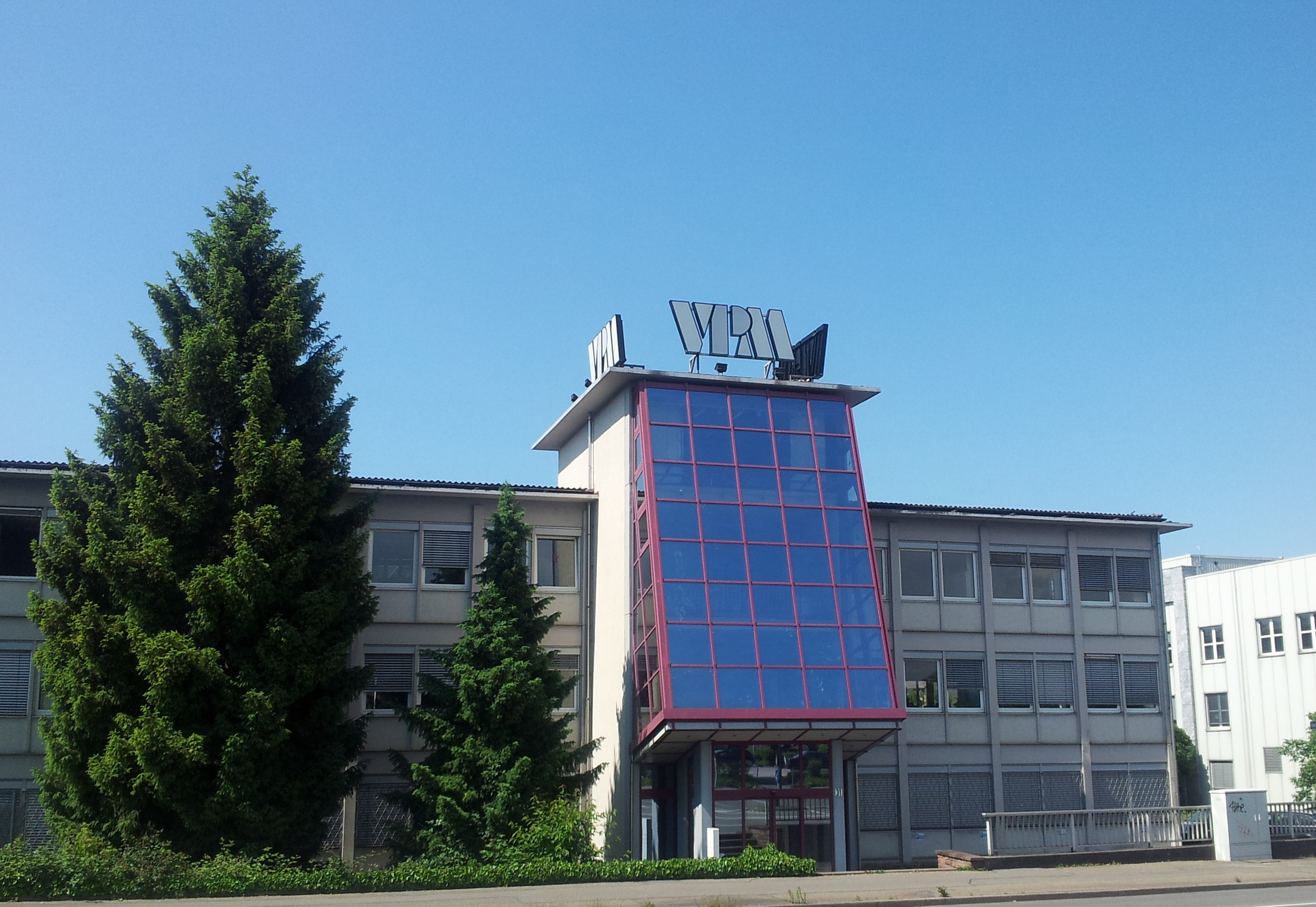
Ehemaliger Firmensitz in Rastatt

Die Pabel-Moewig Verlag GmbH mit Sitz in Rastatt war ein deutscher Zeitschriftenverlag und eine hundertprozentige Tochtergesellschaft der Bauer Media Group.

## Geschichte

### Moewig Verlag

Logo des Moewig-Verlag 1964

Am 1. November 1901 wurde das Verlagshaus Moewig & Höffner in Dresden gegründet, Gesellschafter waren Arthur Moewig und Erwin Höffner. 1923 wurde Arthur Moewig alleiniger Inhaber des Verlages und der Romanvertrieb an Tageszeitungen wurde ausgebaut. Das Verlagshaus Moewig & Höffner wurde 1928 in eine KG umgewandelt mit Wilhelm Heyne, dem Gründer des Heyne-Verlags, als persönlich haftendem Gesellschafter. 1946 zogen der Heyne- und der Moewig-Verlag von Dresden nach München um.

### Pabel Verlag

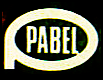
Logo des Pabel-Verlag 1980

1949 wurde der Erich Pabel Verlag in Rastatt mit 21 Mitarbeitern gegründet, mit einem Schwerpunkt auf Rätselhefte und Romanreihen. 1957 wurde ein größeres Verlagsgebäude gebaut (das heutige Pabel-Moewig-Verlagshaus), das Verlagsangebot wuchs inzwischen auf 26 Heft- und Romanreihen an.

### Zusammenschluss

Logo des Moewig Buch-Verlag (unter dem Dach des VPM) ca. 2002

Der Heinrich Bauer Verlag, Hamburg, erwarb 1970 den Erich Pabel Verlag in Rastatt, den Arthur Moewig Verlag in München und den Alfons Semrau Verlag in Hamburg und bildete daraus 1972 die Verlagsgruppe Pabel-Moewig-Semrau. 1989 wurde aus den Firmenteilen Verlagsunion (Wiesbaden), Pabel Zeitschriftenverlag und Moewig Buchverlag die VPM Verlagsunion Erich Pabel – Arthur Moewig KG gebildet, die 2001 in Pabel-Moewig Verlag KG, kurz VPM, umbenannt wurde. Im Juli 2005 übernahm VPM die Kinder- und Jugendtitel der Aschenbrenner Verlags GmbH und gliederte diese in die VPM Young Media KG ein. Ab dem Dezember 2006 stellte der Moewig Buch-Verlag sein Buchprogramm ein. Im Februar 2007 übernahm die Edel SE (zu diesem Zeitpunkt noch unter der Firma edel music) die Buchsparte von Moewig mit einer Reihe von Lizenzen, darunter auch die Perry-Rhodan-Hardcoverausgaben.  2010 wurde der Druckbereich in die VPM Druck AG ausgegliedert und der Verlagsbereich in die neu gegründete Pabel Moewig Verlag GmbH überführt.

### Schließung des Rastatter Betriebs
Im Zuge der Verlagerung der Zeitschriftenproduktion von Rastatt nach Hamburg hat die Bauer Media Group im Jahre 2020 den Rastatter Standort des Pabel-Moewig Verlags sowie die Offset-Druckrei VPM geschlossen. Die Redaktion der Romanheft-Reihe Perry Rhodan sollte unter den Namen Perry Rhodan KG als Tochterfirma ausgegliedert und weiterhin am Standort Rastatt verbleiben. Die Internetseite wird allerdings weiterhin von Pabel-Moewig, jetzt als Pabel-Moewig Verlag KG, verantwortet.

## Publikationen
Im Verlag erscheinen seit vielen Jahrzehnten Serien wie Perry Rhodan und Der Landser. Letztere wurde 2013 eingestellt. Ferner umfasst die Produktpalette eine Reihe von Zeitschriften, darunter die Frauenzeitschriften Freizeitwoche mit einer Auflage von 495.000 Exemplaren und Woche heute sowie die Erotikzeitschrift Coupé.
Pabel brachte 1953 die erste Science-Fiction-Heftreihe nach dem Krieg mit dem Titel Utopia heraus. Von 1980 bis 1985 erschienen insgesamt 45 Bände von Playboy Science Fiction im Moewig Verlag. Auch erschienen Comicserien (Rolf Kaukas Fix und Foxi, Plop!, FBI – G-man Bruce Cabot, Tom Berry, Mark Strong – Der Mann von M.A.T.T.), Krimis (Kommissar X, Mister Dynamit, Fledermaus-Kriminal-Roman), Westernserien (Wildwest, Colorado, Tollkühner Westen), auch im Vertrieb vom Indra Verlag (Western Express), Fantasy-Serien (Dragon, Mythor) und die Abenteuerserie Seewölfe, Korsaren der Weltmeere. Sie mussten im Laufe der Zeit eingestellt werden. Die Veröffentlichungslizenz für Fix und Foxi wurde dem Verlag im Jahre 1994 aufgrund eines Rechtsstreits mit Rolf Kauka von diesem entzogen, der sie kurz vor seinem Tod an Egmont Ehapa vergab.
Die pädagogische Kinderzeitschrift Bussi Bär, ebenfalls von Kauka begründet, erschien dagegen weiterhin bei Pabel Moewig. 2017 verkaufte der Verlag seine Kinderzeitschriften Bummi, Bussi Bär  und Lissy an Blue Ocean Entertainment, eine Tochter der Hubert Burda Media.
Frühere Serien vom Moewig Verlag waren unter anderem in den 60er Jahren: Soldatengeschichten, Fliegergeschichten, SOS-Hefte, Anker-Hefte, Der neue Moewig-Roman, Tom Shark, Western Star, Arizona Star und Der schwarze Maskenreiter.